# Devil Gate Drive
Devil Gate Drive è una canzone di Suzi Quatro, scritta e prodotta da Nicky Chinn e Mike Chapman.
È stata la sua seconda ed ultima canzone a raggiungere il primo posto in classifica nel Regno Unito, rimanendoci per due settimane nel febbraio del 1974. Riscosse così un buon successo in tutta Europa e in Australia.
La canzone viene utilizzata nella serie televisiva Happy Days durante la stagione 5 nell'episodio "Fonzie e Leather Tuscadero, Parte II".